# Västergötlands hembygdsförbund
Västergötlands hembygdsförbund är Sveriges största hembygdsförbund med 210 anslutna föreningar och över 130 hembygdsgårdar.
Västergötlands hembygdsförbund är en av 26 läns- och landskapsförbund som är anslutna till Sveriges Hembygdsförbund (SHF). I samarbete med turistorganisationer organiserar hembygdsföreningarna aktiviteter i anslutning till Arnhelger, efter Jan Guillous Arn Magnusson. Bland annat riktas uppmärksamhet på Varnhem, Gudhem och Eriksbergs socken. Kronprinsessan Victoria, som är hertiginna av Västergötland, är förbundets beskyddarinna.